# Willen (Manitoba)
Pour les articles homonymes, voir Willen.
Willen est une communauté non incorporée du Manitoba située dans l'Ouest de la province et faisant partie de la municipalité rurale de Archie. La communauté est située à 41 km (25 mi) au nord de Virden.